# Białogród nad Dniestrem
Białogród nad Dniestrem (ukr. Білгород-Дністровський, Biłhorod-Dnistrowśkyj; hist. Akerman) – miasto na Ukrainie, w obwodzie odeskim, 18 km od Morza Czarnego, siedziba administracyjna rejonu białogrodzkiego. W 2019 roku liczyło ok. 49 tys. mieszkańców. Port nad Limanem Dniestru oraz ośrodek przemysłu spożywczego (głównie rybnego), materiałów budowlanych, meblarskiego i odzieżowego. W mieście działa muzeum etnograficzne ze znaleziskami archeologicznymi ze starożytnej kolonii Tyras, która znajdowała się na obszarze współczesnej miejscowości. Do zabytków architektury miasta należą m.in. dobrze zachowana twierdza z XV wieku z wieżami, bramami i cytadelą, otoczona murami o długości prawie 2 km, oraz odrestaurowany kościół ormiański zbudowany na przełomie XIV i XV wieku.

## Historia
W ostatnich dziesięcioleciach VI wieku p.n.e. na prawym brzegu Limanu Dniestru, na terytorium współczesnego Białogrodu nad Dniestrem, została założona przez osadników z Miletu grecka kolonia Tyras. Nazwa kolonii pochodziła od starogreckiej nazwy rzeki Dniestr. Według niektórych źródeł osada miała pierwotnie nazywać się Ophiousa. Początkowo było to niewielkie polis, którego gospodarka opierała się głównie na rolnictwie, a handel był nierozwinięty. Od IV do III wieku p.n.e. nastąpił rozwój miasta, powiększyło ono swój obszar i zostało umocnione. Wokół miasta zaczęły powstawać osady rolnicze. W IV wieku p.n.e. Tyras rozpoczęło emisję własnych monet i zaczęło nawiązywać szerokie kontakty handlowe. W połowie III wieku p.n.e. nastąpiło osłabienie ekonomiczne miasta. W latach 180–170 p.n.e. Tyras znalazło się w strefie wpływów państwa pontyjskiego. W połowie I wieku p.n.e. miasto zostało zniszczone przez trackich Getów. Od pierwszej połowy I wieku n.e. miasto było stopniowo odbudowywane pod zwierzchnictwem Rzymian. W II wieku n.e. w Tyras ustanowiono rzymski posterunek wojskowy i nadano szereg przywilejów dla miejscowych kupców, dzięki którym możliwy był dalszy rozwój miejscowości. W III wieku n.e. miasto zaczęło podupadać w związku z pogarszającą się kondycją Cesarstwa Rzymskiego, a prawdopodobnie ok. 240 roku n.e. zostało najechane i zniszczone przez Gotów.
Pomiędzy VIII a IX wiekiem słowiańskie plemiona Tywerców i Uliczów założyły gród Białogród, który przez Bizantyńczyków zwany był Lefkopolis, tj. „białym miastem”. W XII i XIII wieku miasto tymczasowo wchodziło w skład księstwa halicko-wołyńskiego. Od XIV do XV wieku miejscowość znajdowała się pod panowaniem genueńskim i nazywana była wówczas Moncastro. Genueńczycy rozpoczęli wznoszenie twierdzy. Na początku XV wieku miasto znalazło się pod panowaniem hospodarów mołdawskich i otrzymało nazwę Cetatea Albă, czyli ‘biała twierdza’. W XV wieku miasto było kilkukrotnie oblegane przez Turków i w 1484 roku zostało przez nich ostatecznie zdobyte, włączone do państwa osmańskiego i przemianowane na Akerman. Przez kolejne trzy stulecia miasto pozostawało pod władzą turecką. W czasie wojny rosyjsko-tureckiej w latach 1768–1774 oraz wojny rosyjsko-tureckiej w latach 1787–1792 Akerman był dwukrotnie zajmowany przez wojska rosyjskie w 1770 i 1789 roku, jednak w wyniku rozejmów pozostawał po stronie tureckiej. W 1812 roku zawarto traktat w Bukareszcie, który kończył wojnę rosyjsko-turecką w latach 1806–1812 i na jego mocy włączono Besarabię wraz Akermanem w granice Rosji.
W latach 1918–1940 miasto pod nazwą Cetatea Albă wchodziło w skład Rumunii. W czasie II wojny światowej w połowie 1940 roku miejscowość została włączona do Związku Radzieckiego i wraz z całym regionem Budziaku znalazła się w granicach Ukraińskiej Socjalistycznej Republiki Radzieckiej. 7 sierpnia 1940 roku miasto zostało ustanowione stolicą nowo utworzonego obwodu akermańskiego. 7 grudnia tegoż roku przeniesiono siedzibę administracyjną obwodu do Izmaiłu i przemianowano jednostkę na obwód izmailski. Od 5 lipca 1941 roku do 22 sierpnia 1944 roku miasto zajęte było przez wojska rumuńsko-niemieckie. 9 sierpnia 1944 roku, dwa tygodnie przed zajęciem miasta przez wojska radzieckie, władze radzieckie podjęły decyzję o zmianie jego nazwy z Akerman na Białogród nad Dniestrem.

## Galeria

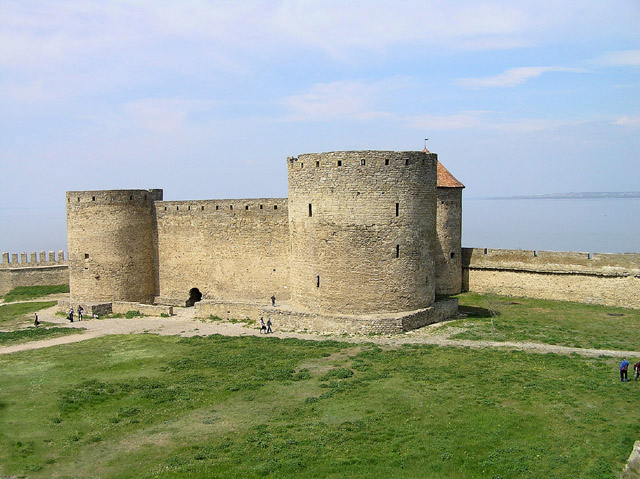
Zamek Akerman
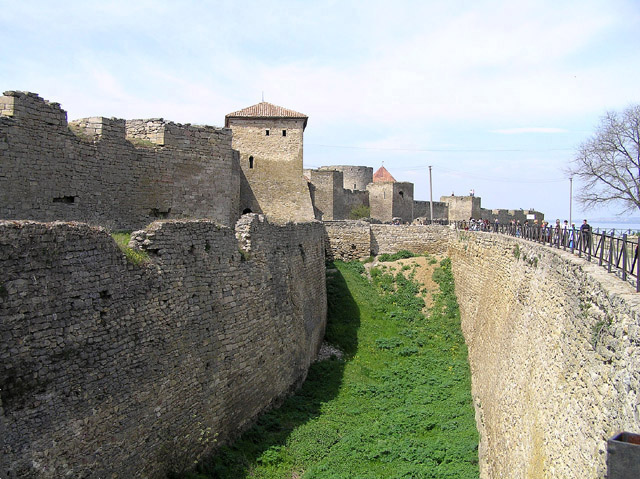
Międzymurze
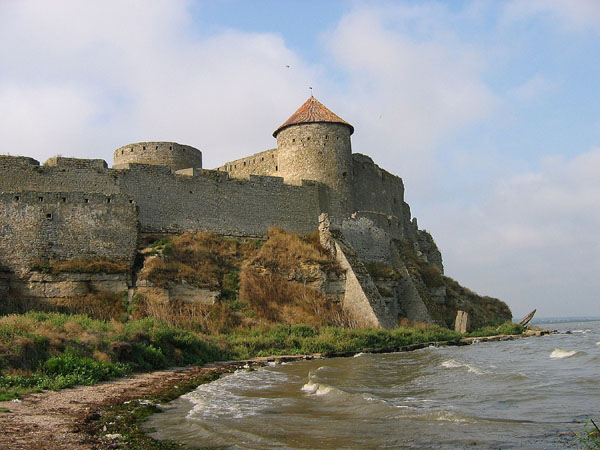
Widok na zamek Akerman
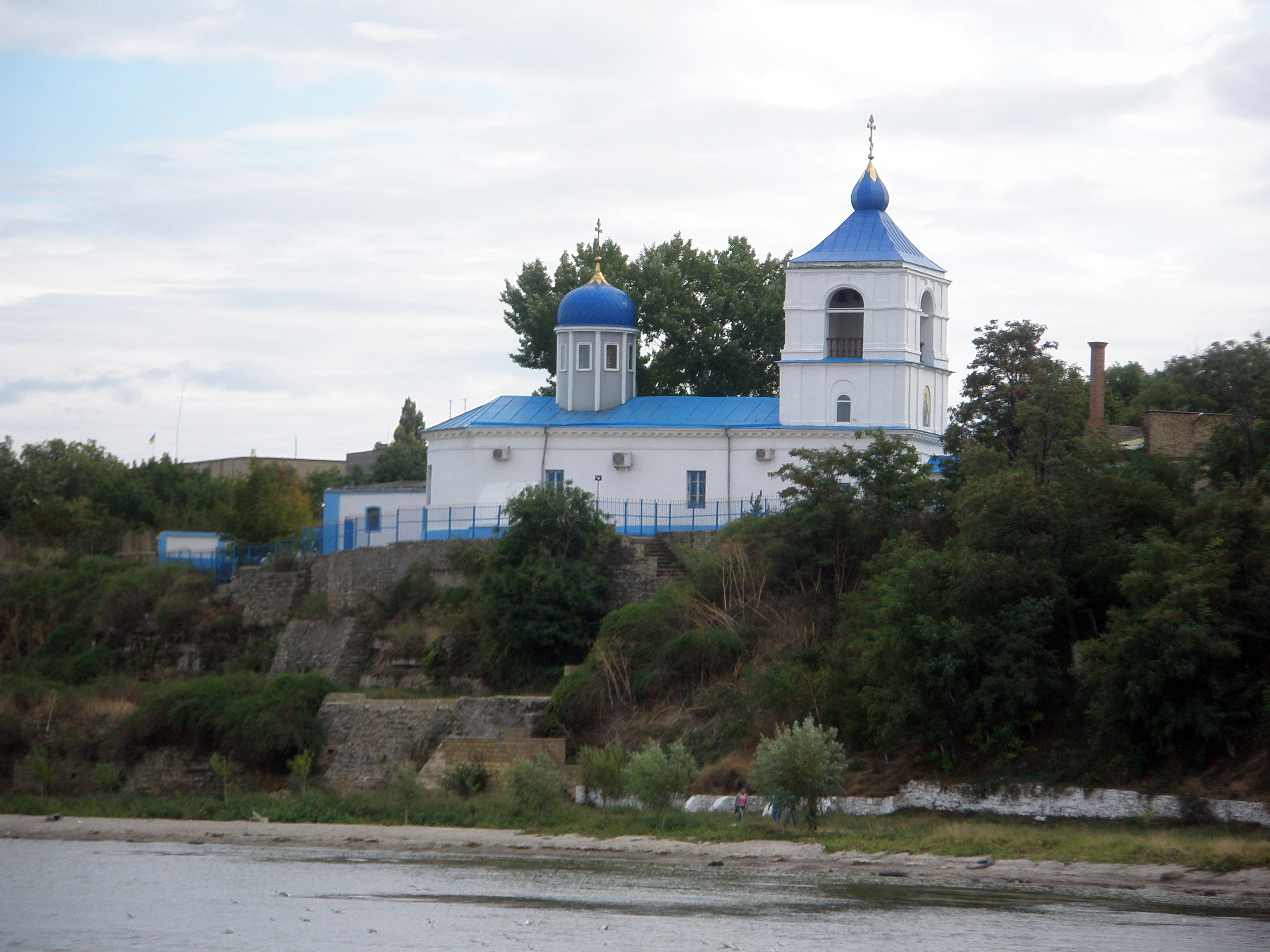
Cerkiew św. Jana Chrzciciela
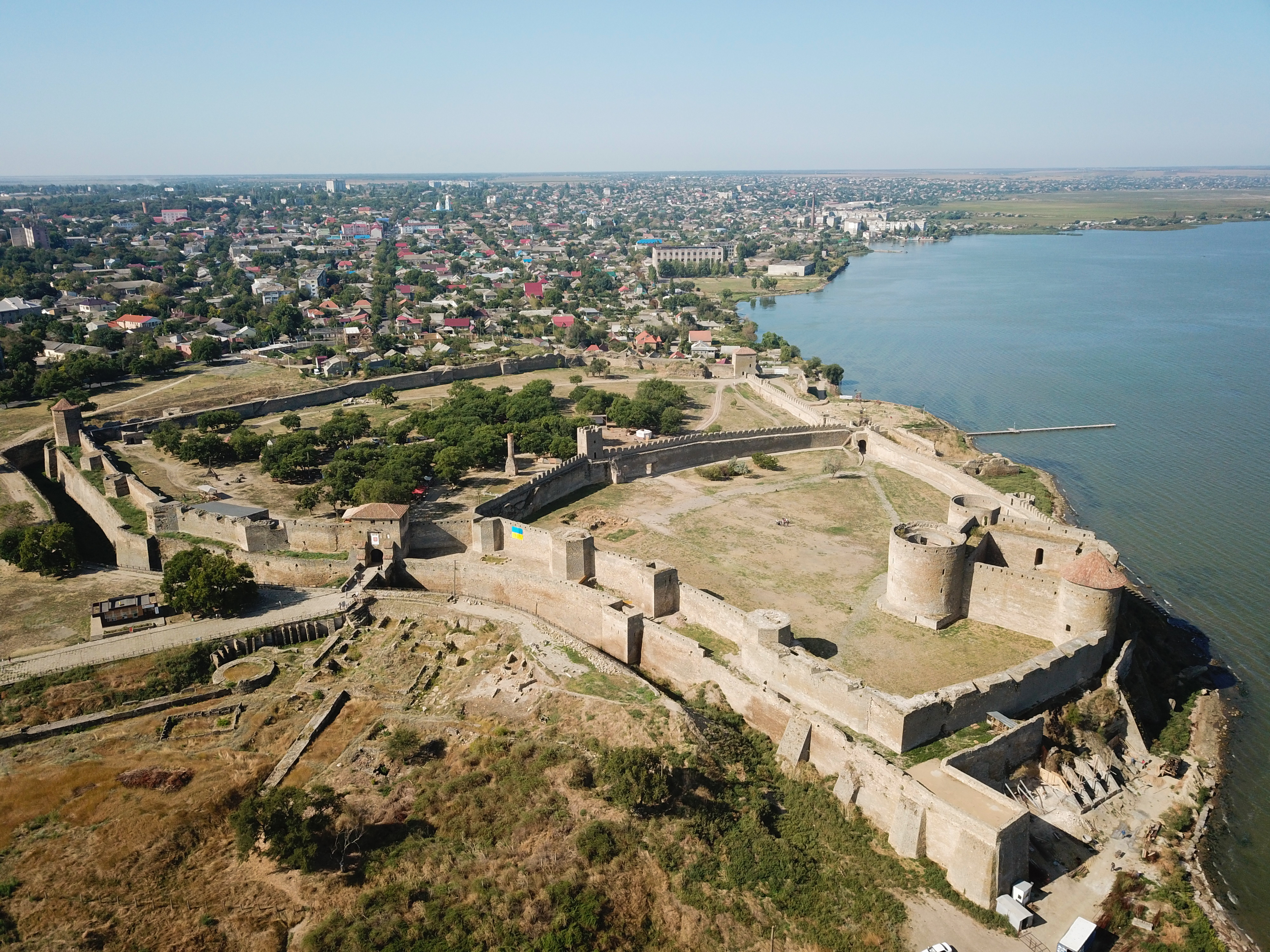
Widok na zamek i mury obronne
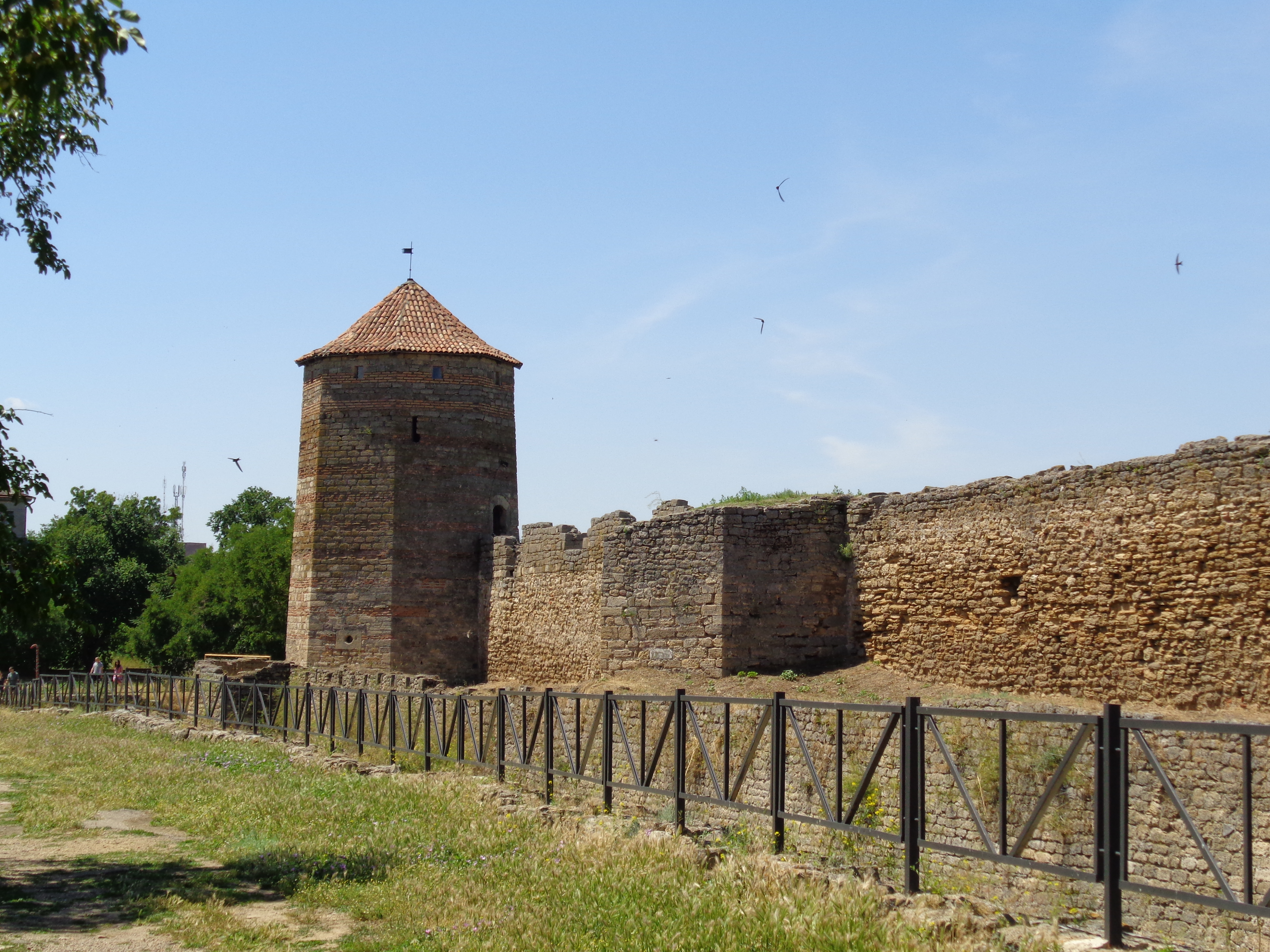
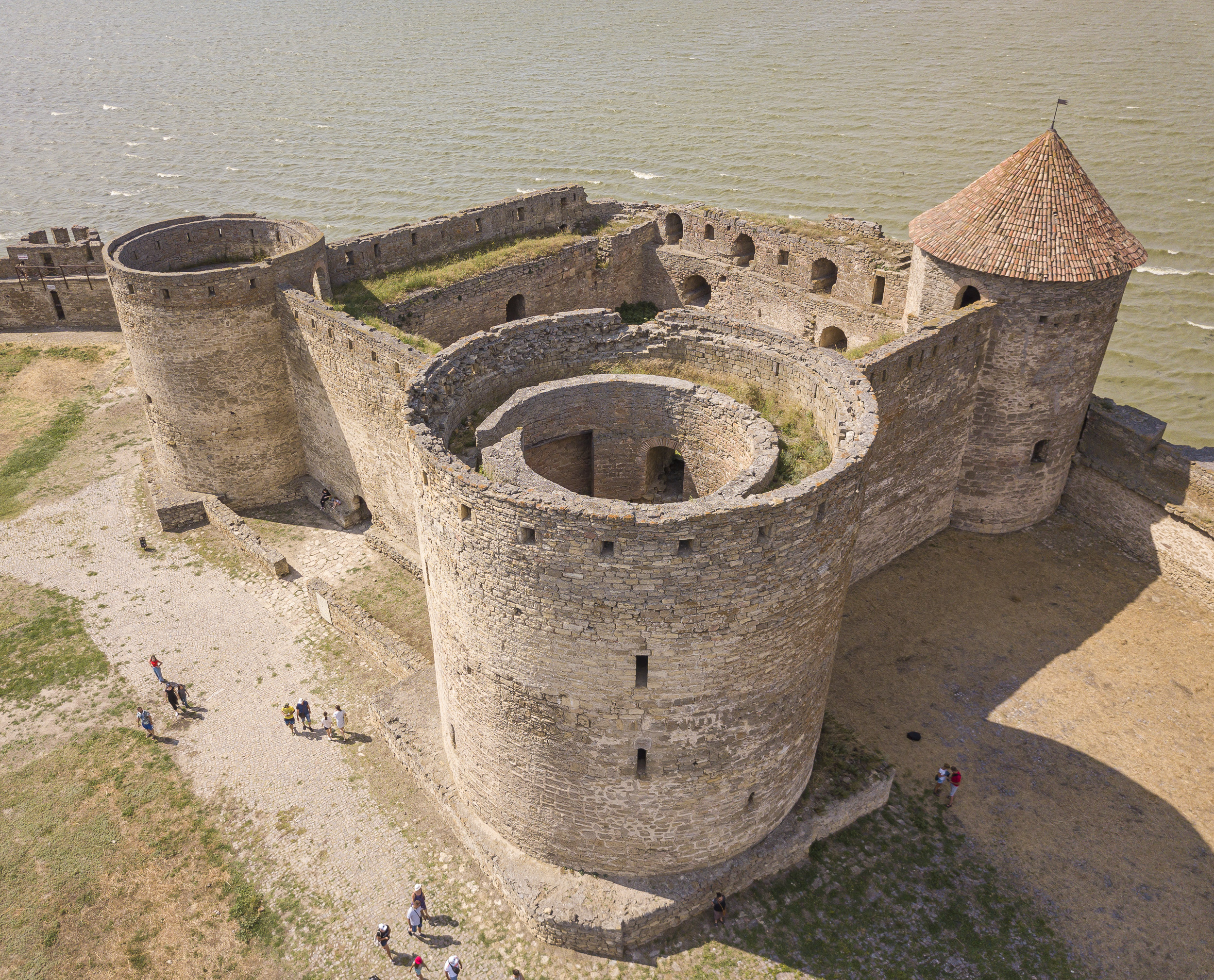
Zamek Górny (Cytadela)

## Miasta partnerskie
- Sopot
- Sanok